# سیارک ۳۹۱۳
سیارک ۳۹۱۳ (به انگلیسی: 3913 Chemin، نامگذاری:1986XO2) سه هزار و نهصد و سیزدهمین سیارک کشف شده‌است که در ۲ دسامبر ۱۹۸۶ کشف شد.
قدر مطلق سیارک برابر ۱۲٫۲۰ است.